# Chasselay (Isère)
Chasselay település Franciaországban, Isère megyében. Lakosainak száma 429 fő (2022. január 1.). Chasselay Varacieux, Brion, Serre-Nerpol és Roybon községekkel határos.

## Népesség
A település népességének változása:
| Lakosok száma | 287  | 262  | 304  | 411  | 418  | 416  | 406  | 402  | 400  | 429  |
|               | 1968 | 1982 | 1990 | 2006 | 2013 | 2015 | 2017 | 2019 | 2020 | 2022 |